# Luca Gasparini (Radsportler)
Luca Gasparini (* 15. Februar 1983 in Bussolengo) ist ein ehemaliger italienischer Radrennfahrer.
Luca Gasparini wurde 2005 Dritter bei dem Eintagesrennen Trofeo Alcide Degasperi. In der Saison 2007 gewann er die Trofeo Città di Brescia. Außerdem wurde er Zweiter bei Cronoscalata Gardone V.T.-Prati di Caregno und Vierter auf dem dritten Teilstück des Giro della Valle d’Aosta Mont Blanc. 2008 wurde er Etappenzweiter beim Giro del Friuli Venezia Giulia und belegte den dritten Platz in der Gesamtwertung. Nach dieser Saison beendete er seine Radsportlaufbahn.

## Erfolge
2007
- Trofeo Città di Brescia